# 西方藩
西方藩（日语：／ Nishikata-han */?）是日本下野國都賀郡西方
，慶長5年、7年或8年（1600年、1602年或1603年）創藩，元和元年12月（1616年1月或2月）或元和2年7月14日（1616年8月26日）廢藩，石高是15,000石，藩廳是西方城。

## 歷史
西方藩的創藩時期存在多種說法，《三百藩藩主人名事典》稱是關原之戰之後的慶長5年（1600年），《日本歷史地名大系》稱是慶長7年（1602年），《角川日本地名大辭典》稱是慶長7年之前，《藩史大事典》引述《西方紀錄》稱是慶長8年（1603年），《國史大辭典》則指是關原之戰之後，由藤田信吉入主下野國都賀郡西方而創藩。石高也有15,000石和13,000石的說法，根據《藩翰譜》記載，信吉領有13,000石，其妻則領有化粧田2,000石，總共15,000石，領地涵蓋西方鄉13村，根據《慶安鄉帳》記載，由於西方鄉13村合計僅有約4,531石，因此推測西方藩尚有其他領地，不過具體則不明。
元和元年12月（1616年1月或2月），根據《元和日記》記載，信吉在大坂之役之後評定戰功時由於失言而改易，也有作為榊原康勝軍監指揮作戰失敗的說法。然而根據《藩翰譜》記載，信吉在大坂夏之陣遭到康勝的老臣指控其用計讓榊原軍無法於若江之戰中參戰。信吉雖然在向江戶幕府辯解獲接納，裁決也得已延期，但是信吉為了治療戰傷而告假前往信濃國諏訪，礙於傷勢嚴重而打算沿山道前往京都接受治療，最終卻在元和2年7月14日（1616年8月26日）於奈良井死去，由於沒有繼承人而被改易。《西方紀錄》也同樣記載信吉的統治截至於元和2年。

## 領地
| 令制國 | 郡     | 領地                                                                           |
| ------ | ------ | ------------------------------------------------------------------------------ |
| 下野國 | 都賀郡 | 新宿、大澤田、金井、金崎、柴、下宿、田谷、中宿、深見內、古宿、峯、和久井、富張 |

## 註解
1. ↑  西方現為栃木縣栃木市西方町金崎（日语：西方町金崎）、西方町金井（日语：西方町金井）、西方町本城（日语：西方町本城）、西方町元（日语：西方町元）和西方町本鄉（日语：西方町本郷）[1][2]。